# Dorfkirche Briesen (Mark)

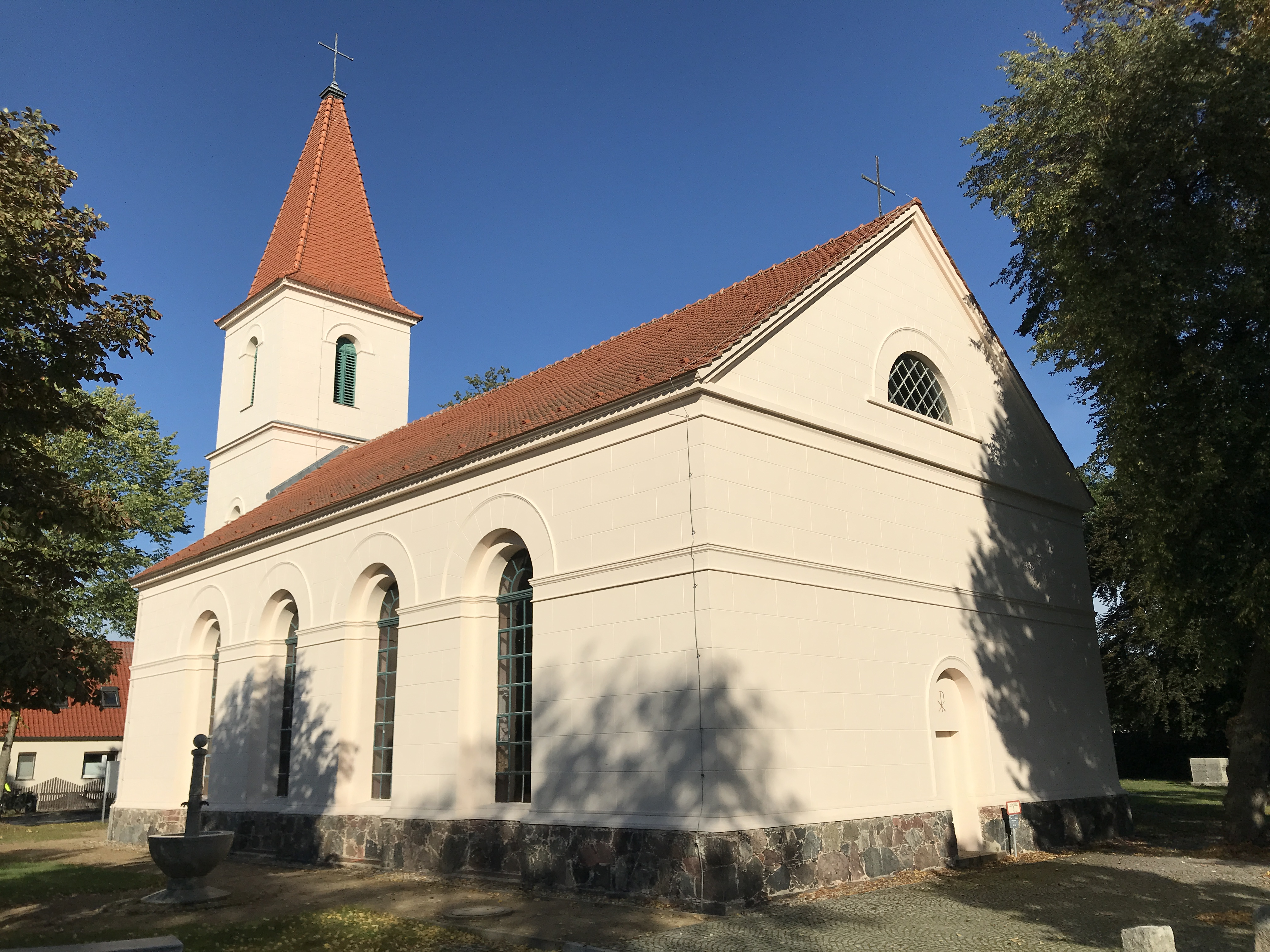
Dorfkirche Briesen (Mark)

Die evangelische Dorfkirche Briesen ist eine klassizistische Saalkirche in Briesen (Mark), einer Gemeinde im Landkreis Oder-Spree im Land Brandenburg. Die Kirchengemeinde gehört zum Kirchenkreis Oderland-Spree der Evangelischen Kirche Berlin-Brandenburg-schlesische Oberlausitz.

## Lage
Die Kreisstraße 6734 führt als Bahnhofsstraße von Norden kommend in südlicher Richtung durch den Ort. Dort spannt sie zusammen mit der östlich verlaufenden Lindenstraße einen Dorfanger auf. Im südlichen Bereich des Angers steht die Kirche auf einem Grundstück, das nicht eingefriedet ist.

## Geschichte
Die Mitglieder des Freundeskreises der Ortschronik von Briesen vermuten, dass es bereits um 1200 in Briesen eine Kirche gegeben haben muss. Sie begründen diese Annahme damit, dass es zu dieser Zeit bereits zwei Pfarrhufen gab, somit einen Pfarrer und einen Sakralbau, wenn auch an einer anderen Stelle im Ort. Diese war Pfarrkirche und erhielt um 1450 bis 1465 eine neue Glocke. Im Jahr 1573 wurde die Kirche zur Filialkirche von Jacobsdorf. Nach Auseinandersetzungen mit dem dortigen Pfarrer schlossen sich die Briesener jedoch um das Jahr 1600 dem Pfarrer von Arensdorf an. 1603 erhielt das Bauwerk eine zweite Glocke, die Martin Preger goss. Sie ist im 21. Jahrhundert abgängig. Das Bauwerk wurde im Dreißigjährigen Krieg zerstört und 1679 durch einen Neubau aus Fachwerk ersetzt. Zum Ende des 18. Jahrhunderts war sie jedoch baufällig geworden, wurde 1780 saniert, aber im Frühjahr 1830 dennoch abgerissen.
Zwischenzeitlich war es im Jahr 1809 zu einem Großfeuer gekommen, bei dem die Häuser auf dem Dorfanger zerstört wurden. Auf dieser Fläche entstand in den Jahren 1837/1838 ein Neubau, der am 30. September 1838 eingeweiht wurde. Die Baumeister orientierten sich dabei an der Normalkirche Schinkels, die sich durch eine preiswerte Ausführung auszeichnete. Im Jahr 1865 ergänzte die Kirchengemeinde das Bauwerk um eine Orgel, 1888 kamen zwei Kronleuchter hinzu. Zum Ende des 19. Jahrhunderts siedelten sich Glasmacher in Briesen an, die katholischen Glaubens waren. Sie wurden von einem Pfarrer aus Fürstenwalde/Spree seelsorgerisch betreut. Die Glasmacher stifteten gelbe Pressglasscheiben, durch denen sich jedoch die – überwiegend evangelischen – Kirchenbesucher beim Gottesdienst beobachtet fühlten.
Im Zweiten Weltkrieg wurde das Bauwerk stark beschädigt und teilweise geplündert. Seit dem Jahr 1942 ist beispielsweise die Glocke von 1603 abgängig. Nach dem Ende des Krieges konnte die Kirche um 1950 saniert und umgestaltet werden. Sie erhielt 1964 eine neue Glocke. Nach der Wende erfolgte im Jahr 1994 eine weitere Sanierung, bei der die ursprüngliche Farbfassung wiederhergestellt wurde. 2003 wurde ein Gedenkstein zur 600-Jahr-Feier sowie 2008 ein nach dem Zweiten Weltkrieg zerstörtes Denkmal für die Gefallenen der Weltkriege aufgestellt.

## Baubeschreibung

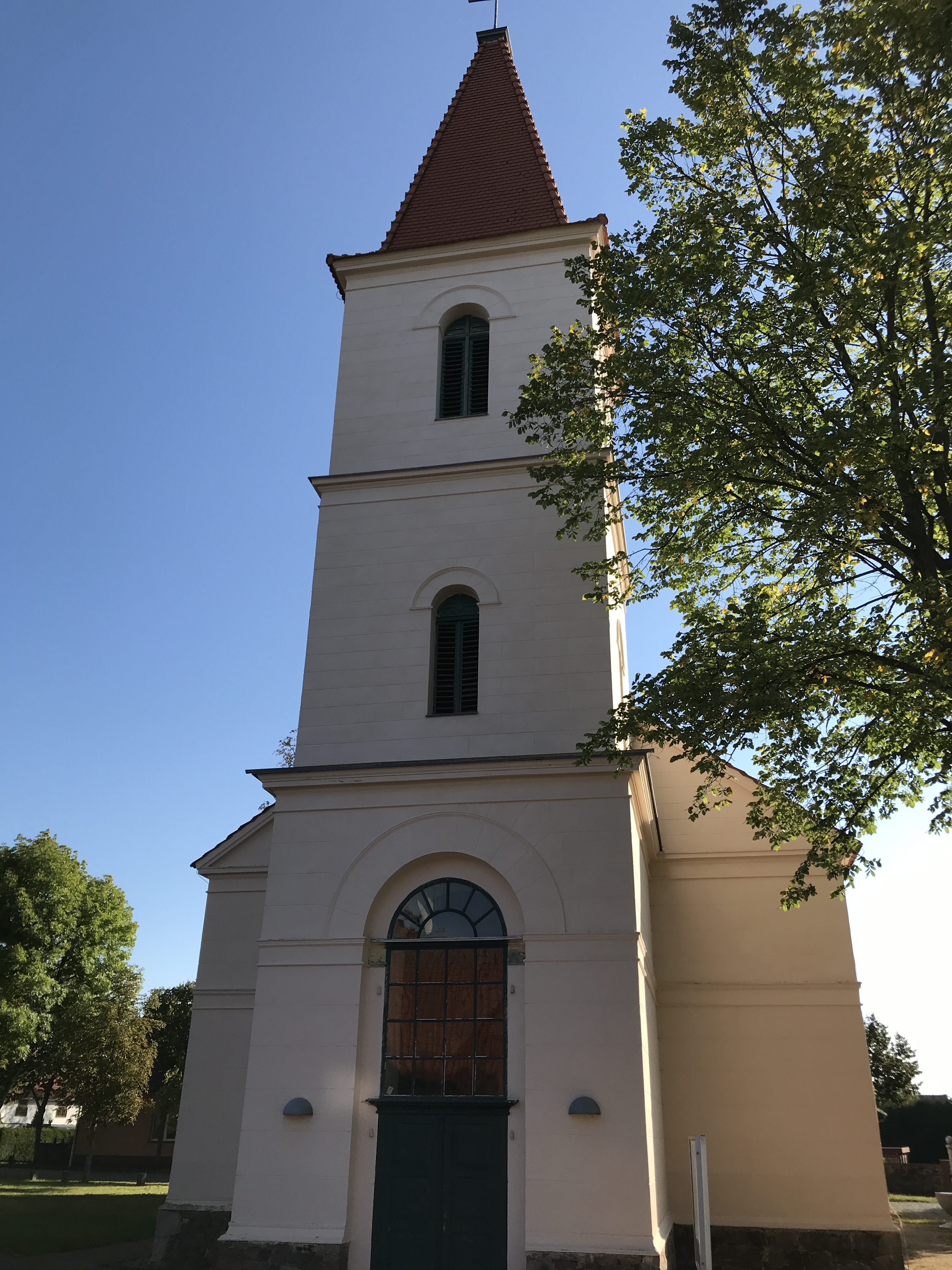
Ansicht von Westen

Das Bauwerk wurde im Wesentlichen aus Mauersteinen errichtet, die anschließend verputzt wurden. Es fußt auf einem Sockel aus unbehauenen und nicht lagig geschichteten Feldsteinen. Das Kirchenschiff hat einen rechteckigen Grundriss. An der Ostwand war mittig ein rundbogenförmiges, profiliertes Portal, das mittlerweile zu einer Blende zugesetzt wurden. Im Rundbogen ist das Christusmonogramm zu sehen. Oberhalb ist eine umlaufende Voute, darüber im Giebel ein ebenfalls profiliertes, halbkreisförmiges Fenster. Die Nord- und Südseite des Langhauses wird von vier großen Rundbogenfenstern dominiert, die sich annähernd über die gesamte Höhe des Schiffs erstrecken. Sie besitzen eine profilierte Laibung, die in Höhe der Kämpfer durch die umlaufende Voute geschnitten werden. Das Schiff trägt ein schlichtes Satteldach mit einem Kreuz an seiner östlichen Seite.
Der Westturm hat einen quadratischen Grundriss und ist gegenüber dem Schiff eingezogen. Er kann durch ein hochrechteckiges Portal von Westen her betreten werden. Dieses ist in eine rundbogenförmige Blende eingelassen, das ebenfalls von der Voute geschnitten wird. Das mittlere Geschoss wird durch ein Gesims vom unteren Baukörper optisch getrennt. Hier ist an den drei zugänglichen Seiten je ein Rundbogenfenster. Oberhalb folgt ein weiteres Gesims, darüber je eine rundbogenförmige Klangarkade. Der Turm schließt mit einem spitzen Turmhelm mit Kreuz ab.

## Ausstattung

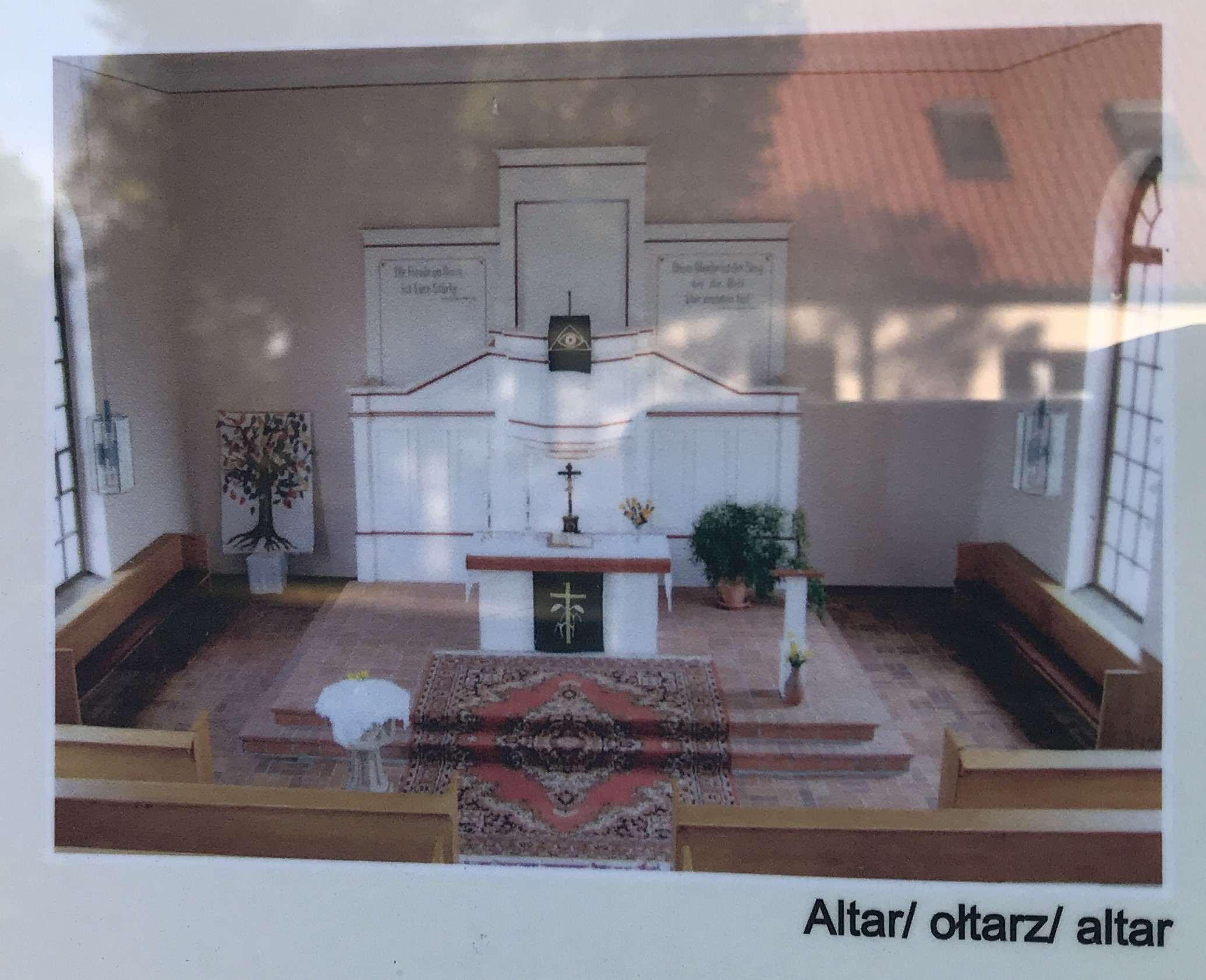
Altar

Der hölzerne Kanzelaltar besitzt einen polygonalen Kanzelkorb und ist eine neuzeitliche Nachbildung, die anhand einer Zeichnung von Karl Friedrich Schinkel angefertigt wurde. Links und rechts des Korbs sind zwei Verse aus der Bibel aufgemalt. Zur weiteren Kirchenausstattung stammt eine achteckige, steinerne Fünte aus dem 19. Jahrhundert.
Auf der Hufeisenempore steht eine Orgel mit 19 Registern auf zwei Manualen und Pedal, die Wilhelm Sauer im Jahr 1860 schuf. Das Instrument wurde im Zweiten Weltkrieg teilzerstört und 1950 von Mitarbeitern seiner Firma wiederaufgebaut. Im Turm hängt neben einer neuzeitlichen Glocke eine Glocke aus der Zeit um 1450/1465. Sie hat einen Durchmesser von 65 cm und trägt die Aufschrift: „ave maria – gracia – plena – dominus – tecvm – benedicta – tv in mvlierib(us)“ („gegrüßt seiest du Maria, voll der Gnade. Der Herr sei mit dir, du bist gesegnet unter den Frauen“).
Unmittelbar neben dem Westportal befindet sich im Westen eine hölzerne Plastik, die Stefan Böttger im Jahr 2014 schuf. Sie trägt den Titel „Jakobus“ und soll an das Gleichnis von der kostbaren Perle erinnern. Weiter nordwestlich erinnert ein Denkmal an die Gefallenen der Weltkriege gefolgt von einem weiteren Gedenkstein, der zur 600-Jahr-Feier aufgestellt wurde.